# دوروثي وساحر أوز
دوروثي وساحر أوز (بالإنجليزية: Dorothy and the Wizard in Oz)‏ هو الكتاب الرابع ضمن سلسلة أرض أوز بقلم ليمان فرانك بوم وبرسوم جون نيل. تم نشر القصة بتاريخ 18 يونيو 1908 وفيها تجتمع دوروثي مع ساحر أوز من القصة الأصلية. وهذا الكتاب أحد من اثنين فقط من السلسلة (الآخر هو مدينة الزمرد في أوز) الذي رسمت فيه الرسوم بألوان مائية.
كان بوم قد شغل نفسه لكتابة سلسلة كتب أوز، و وضع أحداث هذه القصة قبل أحداث كتاب أوزما من أوز. إلا أنه لم يسر تماما بالنتيجة، وكتب في المقدمة أنه يعرف العديد من الحكايات عن أرض أوز، وأعرب عن أمله بأن يسمح له الأطفال بأن يروي لهم تلك الحكايات.
كتب بوم القصة بعد فترة قصيرة من زلزال سان فرانسيسكو عام 1906، وخلال الوقت الذي انتقل فيه بوم إلى كاليفورنيا، ويبدأ الكتاب بوقوع زلزال في كاليفورنيا. حيث يتم ابتلاع دوروثي وآخرين من قبل شق في الأرض، ويقعوا في كهف تحت الأرض حيث يبدأون مغامراتهم.
لا تدور القصة في احداث أوز إلا في جزء قصير (ستة فصول من أصل عشرين). كما هو الحال في كتاب أوزما من أوز.
قام بوم بإهداء الكتاب إلى هارييت ألفينا بوم نيل، وهي شقيقة ليمان الكبرى.